# Brad Johns
Brad Johns est un homme politique canadien. Il est député à l'Assemblée législative de la Nouvelle-Écosse et fait partie du caucus progressiste-conservateur.
Brad Johns est originaire de Middle Sackville, où il a toujours vécu. Il est titulaire d'un baccalauréat en histoire du Canada de l'Université Mount Saint Vincent.
Il est élu au conseil de la municipalité régionale d’Halifax en 2000, puis réélu lors des trois élections suivantes. En 2010-2011, il est adjoint au maire.
Aux élections provinciales de 2017, il est élu pour la première fois à l'Assemblée législative, dans la circonscription de Sackville-Beaver Bank. Sur les bancs de l'opposition, il est chargé de l'environnement dans le cabinet fantôme. Aux élections du 17 aout 2021, il est réélu dans la nouvelle circonscription de Sackville-Uniacke.
Nommé procureur général et ministre de la Justice dans le gouvernement de Tim Houston en 2021, il démissionne de ces fonctions en 2024 après avoir tenu des propos controversés sur la violence conjugale le jour du quatrième anniversaire de la tuerie de Portapique.